# Renault FR1
 Ikke at forveksle med Renault F1.
Renault FR1 (type SFR112) var en turistbus bygget af det tidligere Renault Bus. Det var den første bus med skivebremser foran.

## Historie
Renault V.I. (senere Renault Trucks) blev oprettet i 1978 efter fusionen med Saviem-Berliet, som fandt sted i 1974 hvor Berliet blev integreret i Renault-koncernen. Begge fabrikanter arbejdede selvstændigt frem til 1976, hvor de fusionerede.
De første prototyper til den senere FR1 blev bygget mellem 1981 og 1982. RVI ved Villiers-Saint-Frédéric testede disse prototyper, inden de blev sendt til Nordafrika. FR1 blev det største projekt for RVI.
Prototyperne udviste nogle få forskelle i forhold til de serieproducerede modeller, f.eks. ventilationshullerne som dog kom på efterfølgeren Iliade.
Forlygterne på FR1 var hentet fra Peugeot 604, og var også monteret på flere andre busser som f.eks. CBM LMC 12 b.
Som noget nyt introducerede Renault modellen i tre længder og to højder. Den forhøjede version var udstyret med en rude mellem luftindtaget og døren.

### Officiel introduktion
I juli 1983 blev der offentliggjort billeder, inden den officielle præsentation fandt sted den 7. november samme år ved Renaults hovedkvarter i Boulogne-Billancourt. Kunder og journalister var inviteret til denne dag. Produktionen startede i januar 1984.

## Den oprindelige version af FR1
Den oprindelige FR1 kunne kendes på de horisontale ventilationsåbninger bag på bussen.
Bussen fandtes i tre forskellige længder: 10617 mm, 11381 mm og 11995 mm og to højder. Den havde 53 siddepladser foruden chaufførpladsen.
Chassiset fra FR1 blev også benyttet af andre konstruktører som f.eks. Obradors (ST 315...) og Gangloff (FR1 GTS).

### De forskellige versioner i 1994
- FR1 E
- FR1 T3
- FR1 M340
- FR1 TE
- FR1 TX
- FR1 GTX

### Billeder
- Bagfra
- Førerplads
- Passagerkabine, set bagfra og fremad
- Passagerkabine, set forfra og bagud
- Skrifttræk FR1 GTX

### Motorer
Motoren var en sekscylindret dieselmotor med turbolader og ladeluftkøler med et slagvolume på 9834 cm³.
| Motortype         | Maksimal effekt kW (hk) / omdr. |
| ----------------- | ------------------------------- |
| MIDR 06.20.45R41  | 223 (303) / 2100                |
| MIDR 06.20.45 M   | 250 (340) / 2000                |
| MIDR 06.20.45 M/3 | 250 (340) / 2000                |
| MIDR 06.20.45M41  | 250 (340) / 2100                |

## Facelift og navneændring
Den oprindelige FR1 blev fremstillet frem til december 1996, hvor den fik et facelift og blev omdøbt til Renault Iliade.
I januar 1999 blev Renault Bus solgt til det Fiat-ejede Irisbus. I 2001 blev modellen omdøbt til Irisbus Iliade og fik samtidig nye dieselmotorer med commonrail-indsprøjtning.
Modellen blev herefter produceret frem til 2006, hvorefter den blev afløst af den Iveco-baserede Irisbus Evadys.
- Passagerkabine
- Irisbus Iliade (2001−2006)

### Motorer
| Renault: - MIDR 06.20.45 R 41, 9.834 cm³, 222 kW (302 hk) - MIDR 06.20.45 M 41, 9.834 cm³, 250 kW (340 hk) - MIDR 06.23.56 A 41, 11.116 cm³, 280 kW (380 hk) | Irisbus: - DCI 11 H, 11.116 cm³, 230 kW (313 hk) - DCI 11 F, 11.116 cm³, 266 kW (362 hk) - DCI 11 B, 11.116 cm³, 317 kW (431 hk) |

## Identifikation
Om der er tale om en Euro 1- eller Euro 2-version af FR1, kan aflæses ved hjælp af stelnummeret:
- Euro 1 = VF6SFR11200013001
- Euro 2 = VF6SFR11200014001

De første versioner af Iliade med 340 hk-motoren fortsatte med stelnumre på formen VF6SFR112000xxxxx, ligesom FR1. Dog kunne de kendes på at stelnumrene startede fra 15000. GTX-versionen med 380 hk-motor havde sin egen nummerserie, VF6SFR11500000001. Da produktionen overgik til Irisbus, fik stelnummeret nyt præfiks. Køretøjer produceret af Renault kan kendes på præfikset VF6, mens Irisbus' nummerserier var VNESFR11200200001 hhv. VNESFR11500200001.